# Chaetostoma
Chaetostoma is een geslacht van straalvinnige vissen uit de familie van de harnasmeervallen (Loricariidae).

## Soorten
De volgende soorten zijn bij het geslacht ingedeeld:
- Chaetostoma loborhynchos Tschudi, 1846
- Chaetostoma microps Günther, 1864 
  - = Chaetostomus microps Günther, 1864
- Chaetostoma sericeum Cope, 1872 
  - = Chaetostomus sericeus Cope, 1872
- Chaetostoma nudirostre Lütken, 1874  
  - = Chaetostomus nudirostris Lütken, 1874
- Chaetostoma stannii Lütken, 1874  
  - = Chaetostomus Stannii Lütken, 1874
- Chaetostoma fischeri Steindachner, 1879 
  - = Chaetostomus fischeri Steindachner, 1879
- Chaetostoma branickii Steindachner, 1881 
  - = Chaetostomus branickii Steindachner, 1881
- Chaetostoma guairense Steindachner, 1881 
  - = Chaetostomus guairensis Steindachner, 1881
- Chaetostoma taczanowskii Steindachner, 1882 
  - = Chaetostomus taczanowskii Steindachner, 1882
- Chaetostoma dermorhynchum Boulenger, 1887 
  - = Chaetostomus dermorhynchus Boulenger, 1887
- Chaetostoma anomalum Regan, 1903 
  - = Chaetostomus anomalus Regan, 1903
- Chaetostoma breve Regan, 1904 
  - = Chaetostomus brevis Regan, 1904
- Chaetostoma marcapatae Regan, 1904 
  - = Chaetostomus marcapatae Regan, 1904
- Chaetostoma marginatum Regan, 1904 
  - = Chaetostomus marginatus Regan, 1904
- Chaetostoma thomsoni Regan, 1904 
  - = Chaetostomus thomsoni Regan, 1904
  - = Chaetostoma thomasi Regan, 1904
- Chaetostoma aburrensis (Posada, 1909) 
  - = Hypostomus aburrensis Posada, 1909
- Chaetostoma aequinoctiale Pellegrin, 1909  
  - = Chaetostomus aequinoctialis Pellegrin, 1909
- Chaetostoma lepturum Regan, 1912 
  - = Chaetostomus lepturus Regan, 1912
- Chaetostoma palmeri Regan, 1912
  - = Chaetostomus palmeri Regan, 1912
- Chaetostoma paucispinis Regan, 1912  
  - = Chaetostomus paucispinis Regan, 1912
- Chaetostoma leucomelas Eigenmann, 1918 
  - = Chaetostomus leucomelas Eigenmann, 1918
- Chaetostoma pearsei Eigenmann, 1920 
  - = Chaetostomus pearsei Eigenmann, 1920
- Chaetostoma dorsale Eigenmann, 1922 
  - = Chaetostomus dorsalis Eigenmann, 1922
- Chaetostoma mollinasum Pearson, 1937 
  - = Chaetostomus mollinasus Pearson, 1937
- Chaetostoma milesi Fowler, 1941 
  - = Chaetostomus milesi Fowler, 1941
- Chaetostoma brevilabiatum Dahl, 1942 
  - = Chaetostomus brevilabiatus Dahl, 1942
- Chaetostoma lineopunctatum Eigenmann & Allen, 1942 
  - = Chaetostoma lineopunctata Eigenmann & Allen, 1942
- Chaetostoma marmorescens Eigenmann & Allen, 1942
- Chaetostoma anale (Fowler, 1943) 
  - = Hypocolpterus analis Fowler, 1943
- Chaetostoma vagum Fowler, 1943 
  - = Chaetostomus vagus Fowler, 1943
- Chaetostoma niveum Fowler, 1944
- Chaetostoma sovichthys Schultz, 1944
  - = Chaetostoma anomala sovichthys Schultz, 1944
- Chaetostoma tachiraense Schultz, 1944
  - = Chaetostoma tachiraensis Schultz, 1944
- Chaetostoma venezuelae (Schultz, 1944) 
  - = Corymbophanes venezuelae Schultz, 1944
- Chaetostoma alternifasciatum Fowler, 1945
- Chaetostoma dupouii Fernández-Yépez, 1945
- Chaetostoma patiae Fowler, 1945
- Chaetostoma machiquense Fernández-Yépez & Martín Salazar, 1953
  - = Chaetostoma machiquensis Fernández-Yépez & Martín Salazar, 1953
- Chaetostoma jegui Rapp Py-Daniel, 1991
- Chaetostoma yurubiense Ceas & Page, 1996
- Chaetostoma vasquezi Lasso & Provenzano, 1998
- Chaetostoma greeni Isbrücker, 2001
  - = Chaetostomus maculatus Regan, 1904
- Chaetostoma changae Salcedo, 2006
- Chaetostoma daidalmatos Salcedo, 2006
- Chaetostoma stroumpoulos Salcedo, 2006
- Chaetostoma formosae Ballen, 2011